# Egidijus Kūris
Egidijus Kūris (* 26. Oktober 1961 in Vilnius) ist ein litauischer Verfassungsrechtler. Er ist  Richter am Europäischen Gerichtshof für Menschenrechte und  ehemaliger Präsident des  Verfassungsgerichts der Litauischen Republik.

## Leben
Kūris absolvierte 1984 die Rechtsfakultät der Universität Vilnius und war dort als Assistent und Lektor für Rechtssoziologie bis 1994 tätig. Er promovierte 1988. Später war Kūris einer der Mitbegründer des Instituts für internationale Beziehungen und Politikwissenschaft der Universität Vilnius und dessen Direktor bis 1999. Von 1993 bis 1997 war er Referent im Verfassungsgericht. Ab 1999 war Kūris Richter des Verfassungsgerichts und ab 2002 Präsident des Gerichtes. Seit November 2013 ist er Richter am Europäischen Gerichtshof für Menschenrechte.
Egidijus Kūris ist Sohn des internationalen Richters Pranas Kūris. Egidijus Kūris ist zum zweiten Mal verheiratet. Mit seiner ersten Frau, der Rechtsanwältin Vilija Gražulytė, hat er zwei Kinder. Seine zweite Frau ist Ökonomin.
Im Herbst 2006 gelangten Informationen über ein Zivilverfahren in die Medien, in dem er Beklagter wegen Unterhaltsansprüchen war. Die Klägerin Vilija Gražulytė versuchte, gegen Kūris Unterhaltsansprüche seiner mit ihr zusammen lebenden Kinder gerichtlich durchzusetzen.

## Auszeichnungen
Der Präsident des Bundesverfassungsgerichts Hans-Jürgen Papier überreichte  dem Präsidenten des litauischen Verfassungsgerichts Egidijus Kūris das am 21. September 2006 verliehene  Große Bundesverdienstkreuz während eines Besuchs der Delegation des litauischen Verfassungsgerichts im Bundesverfassungsgericht vom 14. bis 16. November 2006.

## Publikationen
- Judges as Guardians of the Constitution: „Strict“ or „Liberal“ Interpretation, in E. Smith (Hg.): Old and New Constitutions: The Constitution as Instrument of Change. SNS Förlag, Stockholm 2003.
- The Constitutional Court of Lithuania and the Death Penalty. Revue de justice constitutionelle est-européene, 2003, numéro spécial.
- Constitutional Justice in Lithuania. Vilnius: The Constitutional Court of the Republic of Lithuania, 2003.
- Konstitucijos aiškinimas, konstitucinės teisės šaltiniai ir besikeičianti konstitucinės teisės paradigma, in Teisės problemos, 2003, Nr. 3.
- Limits of the Realization of the Human Rights in the Jurisprudence of the Constitutional Court of the Republic of Lithuania. In: G. Harutyunyan (Hrsg.): Constitutional Justice in the New Millennium. Yerevan 2003.